# Dicranostigma platycarpum
Dicranostigma platycarpum är en vallmoväxtart som beskrevs av Cheng Yih Wu och H. Chuang. Dicranostigma platycarpum ingår i släktet klasevallmosläktet, och familjen vallmoväxter. Inga underarter finns listade i Catalogue of Life.